# خلال کردن

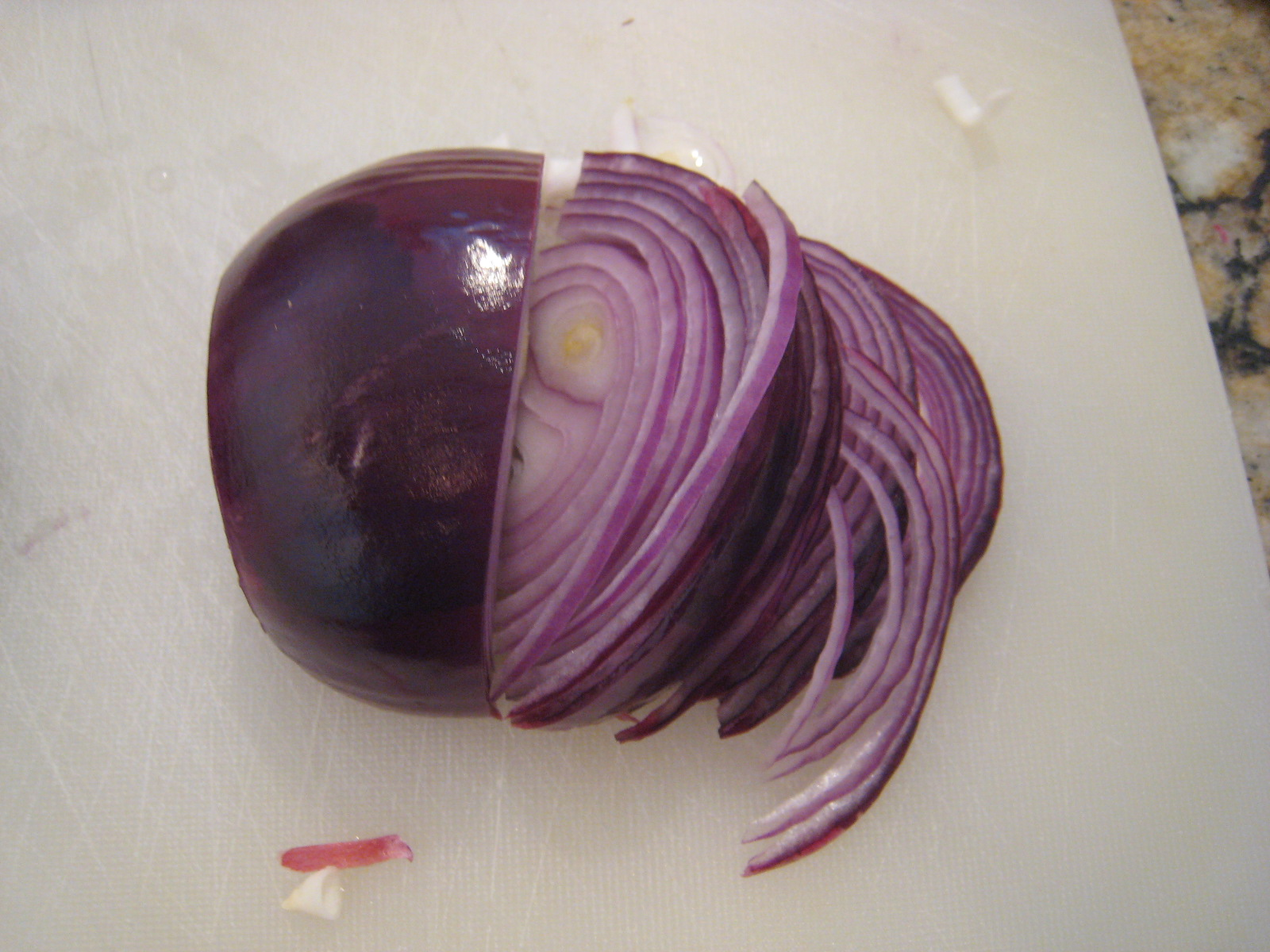
خلال کردن پیاز قرمز

خلال کردن یکی از روش‌های برش مواد غذایی با چاقوی آشپزخانه‌است. در این روش مواد غذایی به صورت نازک و بلند بریده می‌شوند. در این روش از قسمت وسط چاقو برای بریدن استفاده می‌شود.